# Acroioga
Acroioga és una pràctica física que es realitza en parella, que combina ioga i acrobàcia i a partir de la qual es treballa l'equilibri, la tècnica, la consciència corporal, la força, la flexibilitat, etc.
S'origina a principis del segle XX i des d'aleshores ha anat desenvolupant-se, incorporant nous moviments i evolucionant. En una pel·lícula de 1938 es pot veure a Sri Tirumalai Krishnamacharya amb un nen practicant algunes asanes. Es tracta d'una de les primeres filmacions d'aquesta pràctica.
Avui dia, l'acroioga presenta diversos estils i es practica barrejat amb ball, massatge tailandès, cal·listènia, etc.
L'acroioga pot proporcionar salut física i mental, alleujament d'estrès i altres beneficis. Es tracta d'una experiència molt profunda a nivell emocional i que convida a una transformació personal. Tanmateix, l'acroioga és més vigorós que altres pràctiques de ioga tradicional, de manera que la possibilitat de patir alguna lesió practicant acroioga és més alta.

## Rols
En la pràctica de l'acroioga hi ha tres papers principals.
- Base: és la persona que té el major nombre de punts de contacte amb el terra. Sovint, aquesta persona està estirada amb l'esquena a terra. Això li permet emprar els braços i les cames per oferir suport i una màxima estabilitat a la persona volant.
- Volant: és la persona que està separada del sòl, encarregada de realitzar sèries de posicions dinàmiques. Generalment permet que la gravetat faci la feina per ella. Aquest rol requereix equilibri i confiança en la base.
- Observant: és la persona que vigila a la parella formada per base i volant i proporciona seguretat, evitant relliscades o fent recomanacions sobre com millorar la forma.